# Ottersweier
Ottersweier è un comune tedesco di 6 385 abitanti, situato nel land del Baden-Württemberg.